# АЕС Сяпу
Атомна електростанція Сяпу — атомна електростанція, що будується в повіті Сяпу, місто на рівні префектури Нінде, провінція Фуцзянь, Китайська Народна Республіка, розташована на північ від Тайванської протоки в Східнокитайському морі. Станом на серпень 2023 року будуються два реакторні блоки загальною плановою встановленою потужністю 1364 МВт.

## Історія
Китай розпочав початкові дослідження реакторів на швидких нейтронах у 1964 році. Китайський експериментальний швидкий реактор (CEFR) був розроблений за підтримки Росії та вперше досяг критичного стану в липні 2010 року.
На основі CEFR Китайським інститутом атомної енергії (CIAE) був розроблений CFR-600.  Концептуальні дослідження розпочалися в серпні 2012 року; перший проєкт був готовий у 2014 році.
CFR600 — це реактор-розмножувач із натрієвим охолодженням. Його електрична потужність становить 0,6 ГВт, а теплова потужність — 1,5 ГВт. Він розрахований на термін служби 40 (або 60) років. Коефіцієнт 1,1 (або 1,2) дається як цільове значення для його швидкості розмноження.

### Блоки 1 і 2
На основі китайського експериментального швидкого реактора Китай почав проєктувати реактор CFR-600 потужністю 600 МВт, відомий як Китайський експериментальний швидкий реактор (CDFR). Китайський інститут атомної енергії різко розкритикував вибір потужності 600 МВт. Він непридатний для масштабування до цільового розміру 1000 МВт, оскільки деякі допоміжні системи повинні бути перепроєктовані для версії 1000 МВт.
Роботи з підготовки майданчика розпочалися 31 липня 2015 р. 22 липня 2016 р. техніку керування, яка буде введена в експлуатацію для блоку, оцінили експерти й визнали придатною до експлуатації. Технологія керування базується на платформі NicSys 2000. Наприкінці травня 2017 року компанія Harbin Electric отримала контракт на постачання кисневої станції та дегазаторів для установки. 29 грудня 2017 року залито перший бетон атомної установки та розпочато будівництво енергоблоку. Перший блок має бути завершений у 2024 році. Реактор CFR-600 має мати валову потужність 642 МВт і чисту потужність близько 682 МВт з тепловою потужністю 1200 МВт. Другий блок почали будувати 27 грудня 2020 року.

## Інформація про реактори
| Реактор | Тип реактора | Продуктивність | Продуктивність | Початок будівництва | Підключення до мережі | Введення в експлуатацію | Закриття |
| Реактор | Тип реактора | Нетто          | Брутто         | Початок будівництва | Підключення до мережі | Введення в експлуатацію | Закриття |
| ------- | ------------ | -------------- | -------------- | ------------------- | --------------------- | ----------------------- | -------- |
| Сяпу-1  | CFR-600      | 642 МВт        | 682 МВт        | 29. 12. 2017        |                       | 2024                    |          |
| Сяпу-2  | CFR-600      | 642 МВт        | 682 МВт        | 27. 12. 2020        |                       | 2027                    |          |
| Сяпу-3  | Хуалун 1     |                |                |                     |                       |                         |          |
| Сяпу-4  | Хуалун 1     |                |                |                     |                       |                         |          |
| Сяпу-5  | Хуалун 1     |                |                |                     |                       |                         |          |
| Сяпу-6  | Хуалун 1     |                |                |                     |                       |                         |          |
| Сяпу-7  | HTR-PM600    | 600 МВт        | 670 МВт        |                     |                       |                         |          |